# Alliance des civilisations
Pour les articles homonymes, voir ADC et AOC (homonymie).
L'Alliance des civilisations des Nations unies (ADC ; en anglais United Nations Alliance of Civilizations, UNAOC) est une organisation de l'ONU qui œuvre pour une action internationale contre le fondamentalisme à travers la coopération et le dialogue interculturel et interreligieux. Elle se concentre en particulier à réduire les tensions entre le monde musulman et le monde occidental.
L'organisation est établi en 2005 à New York, à l'initiative des gouvernements espagnol et turc.
Le Haut représentant, nommé le 7 janvier 2019 par le secrétaire général de l'ONU Antonio Guterres, est Miguel Angel Moratinos, ancien ministre espagnol des affaires étrangères et représentant spécial de l'Union européenne pour le Moyen-Orient. Il est précédé dans ce mandat par Jorge Sampaio, ex-président du Portugal et Nassir Abdulaziz Al-Nasser.

## Histoire

### Initiative de José Luis Rodríguez Zapatero
L'initiative d'une « Alliance des civilisations » a été lancée le 21 septembre 2004 par le Premier ministre espagnol José Luis Rodríguez Zapatero, lors de la 59e Assemblée générale de l'ONU. Celle-ci visait à joindre les forces du monde arabe et des États occidentaux dans la lutte contre le terrorisme par des moyens politiques, économiques et sociaux, à l'opposé de la « Guerre contre le terrorisme » lancée par Bush qui met l'accent sur les moyens militaires. Le projet est présenté devant la Ligue arabe en décembre 2004. Soutenu au départ par l'Organisation de la Conférence islamique, la Ligue arabe et dix-neuf pays (dont la France), le projet est progressivement mis en œuvre,.
À la suite d'une résolution de l'Assemblée générale, l'ONU crée finalement une Organisation de l'Alliance des Civilisations, présidée par l'ex-président du Portugal Jorge Sampaio. Le rival de Zapatero rétorqua alors en appelant à la création d'une « Alliance des civilisés », prétendant qu'on ne pouvait parler de civilisation au pluriel.
Cette initiative reprend partiellement la proposition lancée six ans plus tôt devant l'ONU par le président iranien, Mohammed Khatami qui visait à développer un « dialogue entre les civilisations », pour lequel on consacra officiellement l'année 2001, durant laquelle un agenda de travail fut formulé.
Le programme proposé comporte, parmi ses points principaux, la coopération antiterroriste, la lutte contre les inégalités économiques et sociales et le dialogue culturel. Avant d'être officiellement reprise par l'ONU, la proposition reçut l'appui du premier ministre de la Turquie, Recep Tayyip Erdoğan, ainsi que celui d'une vingtaine d'États d'Europe, d'Amérique latine, d'Asie et d'Afrique, à l'exception de la Ligue arabe. Via une lettre de la secrétaire d'État des États-Unis Condoleezza Rice, Washington a aussi déclaré son appui au projet en février 2006.

### L'institutionnalisation du Forum d'Alliance des civilisations
Une fois la proposition adoptée, le secrétaire général de l'ONU Kofi Annan a composé un groupe de dix-personnalités, incluant le président iranien Khatami, le Nobel de la Paix Desmond Tutu, l'ex-ministre français Hubert Védrine, et codirigés par l'ex-directeur de l'UNESCO, Federico Mayor Zaragoza et l'ex-ministre d'État turc Mehmet Aydin, afin de présenter un plan d'action à la fin de l'année 2005.
L'Assemblée générale a voté une résolution le 20 octobre 2005 en faveur du dialogue entre les civilisations. Lors de la session de l'AG de l'ONU, on rappela que ces initiatives contribuaient au Programme d'Action pour une Culture de la Paix adopté par l'ONU en 1999. Plusieurs orateurs ont mentionné le paragraphe 144 du document sur le Sommet Mondial, adopté par des chefs d'État à l'ONU en septembre 2005, qui confirme ce rapport :
« Nous réaffirmons la Déclaration et le Programme d'action en faveur d'une culture de paix, ainsi que le Programme mondial pour le dialogue entre les civilisations et son plan d'action, adoptés par l'Assemblée générale, et la valeur des différentes initiatives en faveur d'un dialogue des cultures et des civilisations, notamment le dialogue sur la coopération interconfessionnelle. Nous nous engageons à prendre des mesures propres à promouvoir une culture de paix et un dialogue aux niveaux local, national, régional et international, et nous prions le Secrétaire général de réfléchir aux moyens de renforcer les mécanismes d'application et de donner suite à ces mesures. À cet égard, nous nous félicitons de l'initiative concernant l'Alliance des civilisations annoncée par le Secrétaire général le 14 juillet 2005. »
L'ONU mit sur pied un site internet en avril 2006 consacré à l'Alliance des civilisations, en anglais et en arabe.

### Premier Forum à Madrid (2007)
Le Premier Forum de l'Alliance entre les Civilisations eut lieu à Madrid en janvier 2007 Ce forum a été lancé conjointement par le Premier Ministre espagnol, Zapatero, le Premier ministre turc, Erdoğan, le secrétaire général de l’ONU, Ban Ki-moon, et le président Jorge Sampaio, Haut représentant pour l’Alliance des civilisations.

### Réunion inaugurale du Forum de janvier 2008
Le Forum de l'Alliance des civilisations s'est réuni à Madrid en janvier 2008. À cette occasion, plusieurs projets ont été lancés, dont le AoC Media Fund (Fonds des médias de l'AOC), le Rapid Response Media Mechanism et le Youth Solidarity Fund (Fonds de solidarité pour la jeunesse). Le AoC Media Fund est destiné à financer des productions allant à l'encontre des stéréotypes transmis par les médias
La cheik Mozah bint Nasser Al Missned, première dame du Qatar, a annoncé lors de cette réunion le lancement d'un projet d'emploi des jeunes dans le monde arabe, Silatech, doté d'un budget de 100 millions de dollars et présidé par Rick Little. Silatech a établi des partenariats avec l'entreprise Cisco, la Fondation Mohammed bin Rashid Al Maktoum, des organismes dépendant de la Banque mondiale, le Qatar Financial Markets Authority et le groupe FTSE.
Outre ces projets, l'AOC vise à développer les programmes d'échanges universitaires, sur le modèle du programme Erasmus (Europe), Fulbright (États-Unis) et Chevening (en) (Grande-Bretagne), et a lancé l'initiative sur le Chemin d'Abraham.

## Composition du Haut Conseil composé par Kofi Annan
- Cosecrétaires :
  - Federico Mayor (Espagne)
  - Mehmet Aydın (Turquie)

- Moyen-Orient
  - Seyyed Mohammad Khatami (Iran)
  - Mozah bint Nasser Al Missned (Qatar)

- Afrique du Nord
  - Mohamed Charfi (Tunisie)
  - Ismaïl Serageldin (Égypte)
  - André Azoulay (Maroc)

- Afrique de l'Ouest
  - Moustapha Niasse (Sénégal)

- Afrique du Sud
  - Desmond Tutu (Afrique du Sud)

- Europe de l'Ouest
  - Hubert Védrine (France)
  - Karen Armstrong (Royaume-Uni)

- Europe de l'Est
  - Vitaly Naoumkine (fédération de Russie)

- Amérique du Nord
  - John Esposito (États-Unis)
  - Arthur Schneier (États-Unis)

- Amérique latine
  - Enrique Iglesias (Uruguay)
  - Cândido Mendes (Brésil)

- Asie du Sud
  - Nafis Sadik (Pakistan)
  - Shobhana Bhartia (Inde)

- Asie du Sud-Est
  - Ali Alatas (Indonésie)

- Asie de l'Est
  - Pan Guang (Chine)